# 无锡新兴实业公司非法集资案
无锡新兴实业公司非法集资案是发生在1990年代的一起非法集资案件，此案件牵连出陈希同、王宝森两位官员的腐败问题，并间接导致王宝森自杀。案件涉及金额32亿元人民币（与此相比的是，直到1999年江苏省的GDP也只有11659亿元人民币），牵涉7个省市300多个企业或组织。

## 背景
无锡新兴实业公司总经理邓斌是事件的中心人物。她曾是无锡市变压器厂的女工，因骗钱被厂方开除留用，最后以退休的理由离开工厂。在承包了街道服务部（名义上属于集体的小商店）后，她利用当时一些商品如彩色电视机在市面上很难买到的情况，收取高价后允诺别人可以买到东西但事实上并没有去买，再以拆东墙补西墙的方法进行诈骗，并因此曾被警察惩罚。
1985年邓斌到深圳联系三合板生意，遇到老乡无锡县金城湾开发总公司下属金城湾工贸公司经理朱喜春，邓斌借钱给朱喜春帮他解决生意上的问题，朱喜春回无锡后向总公司（金城湾开发总公司）副总经理倪品良推荐邓斌。倪品良原是無錫縣偃橋鄉的党委书记，在1980年代初的改革开放初期在本地创办制服厂等乡镇企业，让本地的经济得到极大发展，并在当地有一定声誉。后来倪品良被任命為無錫縣政協副主席，开发无锡金城灣。倪品良聘用邓斌担任金城湾开发总公司业务部经理，金城湾工贸公司与邓斌的盛岸街道服务部合营。
1988年下半年，邓斌随倪品良等人到深圳，与深圳中兴公司商讨合作事宜，认识到中兴公司总经理李允若。李允若自称是国务院的副部级干部，并教邓斌以合作经营某种商品的名义，以高利息吸引别人投资该行生意，再转移该资金据为己有，并用其它借用资金填补。1989年8月23日，李允若指挥邓斌以金城湾工贸工司的名义与深圳四维电脑设备有限公司签订了第一份协议书。邓斌通过关系借用到无锡县杨市机电设备服务公司的银行帐号，允诺每年给该公司一些报酬后，还挂名担任该公司的副经理。邓斌利用该银行帐号流转资金，又将部分资金打给李允若。倪品良发现此事后，开始跟邓斌保持距离。
之后李允若因金钱问题被中兴公司解雇，又与北京市的一个政府部门A获得联系，承包了深圳江山实业总公司综合部，负责为该政府部门筹建新公司。李允若让邓斌成为江山综合部副经理兼驻无锡联络处负责人。1990年11月,该政府部门A交由李允若筹建的下属企业深圳中光实业总公司成立，邓斌成为总经理助理，与金城湾开发总公司脱钩。倪品良将该公司的所有交易协议推给邓斌，把资金留下。
邓斌进入了深圳中光实业总公司，却继续以中光公司的名义拉集资。李允若深知邓斌问题严重试图摆脱她，就向政府部门A告状说邓斌有问题，让A部门过来调查。1991年2月22日，部门A副处长李明、科长韩万隆二人到无锡调查，邓斌贿赂二人并获得二人信任，二人回京后向上级领导推荐邓斌，说她的做生意方法可行，并无问题。1991年3月25日，邓斌乘飞机到北京部门A，与部门领导见面。在李明、韩万隆、李允若的建议下，A部门决定在无锡建立新公司。

## 经过
1991年8月8日，在政府部门A的支持下，邓斌成立无锡市新兴实业总公司。公司章程规定公司需要每年向中光公司和惠山商业综合公司上交一定利润，但新兴公司的性质是有限责任公司，与中光公司等无关。这时候邓斌已累计筹集资金3.86亿元人民币，亏欠数千万元人民币。1992年8月政府部门A下属北京兴隆实业总公司成立后，李明担任总经理（正处级干部），韩万隆担任副总经理（副处级干部）。
新兴公司成立的当年，向政府部门A上缴1000万“利润”。在三年时间里，新兴公司在事实上从未开展正当业务、毫无利润的情况下，向政府部门A以及兴隆公司上缴利润3300多万元人民币。在此期间邓斌不断贿赂李明、韩万隆二人。

## 影响
审讯中，曾任李其炎秘书，時任北京市国家安全局二局政委李敏供出首都钢铁公司董事长周冠五之子，总经理助理周北方行贿，最高人民检察院在1995年3月13日逮捕周北方。再在周北方案件中被捕的陈某口中，供出原北京市一个机关的副处长、后来经商的胡某，最后追查出中共北京市委常委、副市长王宝森滥用职权，贪污、挪用公款的问题，导致王宝森自杀。而周北方供出曾给以资金贿赂李敏以及陈希同的秘书陈健，则导致陈希同被定罪。而李其炎虽然秘书涉及此案，并未受到太大影响。
负责查处此案的曹克明，被中共中央纪律检查委员会记一等功。